# Einari Teräsvirta
Einari Allan Teräsvirta (ur. 7 grudnia 1914 w Wyborgu, zm. 23 listopada 1995 w Helsinkach) – fiński gimnastyk, medalista olimpijski z Los Angeles, Berlina i Londynu.